# Xenodromius flohri
Xenodromius flohri is een keversoort uit de familie van de loopkevers (Carabidae). De wetenschappelijke naam van de soort is voor het eerst geldig gepubliceerd in 1891 door Henry Walter Bates.